# ミヤグモ
ミヤグモは、エンマグモ科のクモで、枯れ木の樹皮の下などに袋状の巣をつくって生活する。

## 特徴
ミヤグモ(Ariadna lateralis (Karsch)はエンマグモ科ミヤグモ属のクモで、この類では日本で最も普通な種である。ただし、表に姿を見せることはほとんどないので、普通の人がその姿を見ることはまずない。
体長10-15mm程度のクモで、全身黒っぽい。全体に表面が光って見える。
頭胸部は幅の狭い楕円形で、前側がやや狭くなっている。腹部は細長い楕円形。はっきりした模様はなく、全体に細かい毛がはえている。
歩脚は中程度の長さであるが、特徴的なのは前三対が前を向き、最後の一対だけが後ろを向くことである。このような配置は、カニグモやアシダカグモなどにも見られるが、徘徊性でないものでは例が少ない。

## 習性
最も普通には枯れ木の剥がれかかった樹皮の下に見られる。糸を重ねて作られた筒状の巣を樹皮と材の隙間に作り、樹皮の裂け目等からその巣の口が外面に開く。巣の口は円形に開いて、その周囲の樹皮には受信糸が張られている。外見的には糸でかがられた小さな穴が開いていて、そこから周囲に糸が張られた格好である。樹皮をめくると円筒形の巣が見られる。その他に、枯れ木のひび割れや、岩の裂け目などに巣を作ることもある。

## 分布
本州、四国、九州に分布する。都会にはあまりいないが、森林から人里まで広く生息する。国外では、韓国、中国、台湾から知られる。

## 近縁種
近似種にシマミヤグモ(A. insulicola Yaginuma)がある。この種は海岸にのみ出現する。岩礁海岸の高潮線よりやや上の岩のひび割れの隙間などに巣を作り、外には巣穴の口だけが見える点はミヤグモと同様だが、何しろ基盤が堅いので、その姿を見るのはずっと難しい。
別属のコマツエンマグモ(Segestria nipponica (Komatsu))もよく似ている。腹背に数対の黒い斑点があるが、生きている時ははっきり見えないことも多い。本州と九州に分布するが少ない。